# Ernst Esser
Ernst Esser (* 25. Juni 1926 in München; † 30. März 2009 in Vaterstetten) war ein deutscher Reiseunternehmer.

## Leben und Tätigkeit
Esser wurde 1926 als zweiter Sohn des damaligen NS-Propagandisten Hermann Esser und seiner Ehefrau Therese geboren. Sein Vater war ein früher Gefolgsmann Adolf Hitlers und einer der ersten Mitglieder der 1920 gegründeten NSDAP. Im NS-Staat erreichte er den Rang eines Staatssekretärs. Ernst Essers Patenonkel war Ernst Röhm.
Von 1936 bis 1942 wurde Esser in der Reichsschule Feldafing erzogen, die er mit der Mittleren Reife verließ. 1942 trat Esser als Lehrling in das Amtliche Bayerische Reisebüro in München ein, in dem er zum Fremdenverkehrskaufmann ausgebildet wurde. Von 1944 bis 1945 nahm er am Zweiten Weltkrieg teil.
Nach der Rückkehr aus dem Krieg war Esser wieder beim Amtlichen Bayerischen Reisebüro tätig. Seine Beschäftigung bei diesem dauerte bis 1971. Er erreichte bei diesem die Stellung eines Abteilungsleiters und Prokuristen.
1971 wurde Esser Geschäftsführer der von Carl Degener gegründeten Touropa GmbH. Während seiner Geschäftsführerschaft wurde die Touropa 1979 in die Touristik Union International (TUI) überführt. Sein Versuch das Verwaltungsgebäude der Touropa in ein "Haus des Reisens" umzuwandeln scheiterte indessen. Nach der Eingliederung der Touropa in die TUI wurde Esser, zusätzlich zu seiner Position als Touropa-Geschäftsführer, Repräsentant-Süd der TUI. In dieser Stellung war er in der TUI zuständig für Süddeutschland, Österreich, Italien und die Schweiz.
Für seine Tätigkeit wurde Esser mit dem Bundesverdienstkreuz am Bande, dem Großen Ehrenzeichen der Republik Österreich und dem Verdienstorden der Republik Italien (Cavalieri dell'Ordine al Merito della Republica Italiana).
Im Ruhestand lebte Esser in Vaterstetten.

## Ehe und Familie
Esser war verheiratet mit Ruth Mechler.